# Пані Подчашина
Пані Подчашина (насправді Пані Подчашина. Том 2 справ Войцеха Здаржинського) — роман Міхала Димітра Краєвського, вільне продовження твору Войцеха Здаржинського, опублікований у 1786 році у Варшаві. Автор задумав у романі створити взірець досконалої шляхтанки, домогосподарки та дружини. Він також спирається на сюжетну схему «Нової Елоїзи» Жана-Жака Руссо.

## Зміст твору
Героїня — сестра Войцеха Здаржинського, зображеного в попередньому романі Краєвського. Як і її брат, вона погано виховується батьками, але зрештою потрапляє під опіку бабусі, яка використовує методи виховання, викладені Руссо в «Емілі». Коли дівчина виростає, вона стає об'єктом залицянь свого опікуна, типового сармата, і пана Кастелянича, модного бізнесмена. Однак дівчина кохає старосту і саме з ним заручається. Проте, її мати наполягає на розриві стосунків і видачі заміж за Подчашу. Героїня поступається, але планує зберегти своє кохання до старости і стосунки з ним, незважаючи на шлюб. Однак під впливом молитви вона відмовляється від цих планів. Вона відштовхує старосту, який вирішує назавжди залишитися холостяком, а сама вирішує залишатися вірною і доброю дружиною Подчаші, обраному її матір'ю. Під впливом дружини Подчаш позбувається своїх сарматських вад і стає добрим чоловіком, заслуговуючи на любов і повагу героїні. Щасливий і гармонійний шлюб переривається через 14 років смертю Подчаші. Вже вдову Подчашину відвідує її брат, Войцех Здаржинський. Вона показує йому своє зразкове господарство, яке веде мудро і гуманно, на радість своїм підданим. Після візиту брата до Подчашини приїжджає ще один гість — колись відкинутий староста, який знову просить її вийти за нього заміж. Підчашина відмовляється і невдовзі хворіє. На смертному одрі вона просить свого колишнього коханого одружитися з її донькою Анелею. Староста погоджується і отримує добру і люблячу супутницю життя.

## Зразок для наслідування у творі
Персонаж Пшижини є частковою полемікою проти моделі жінки, закладеної в «Новій Елоїзі», — на відміну від героїні Руссо, героїня Краєвського відмовляється від емоційного в людині, щоб стати зразковою жінкою-громадянкою. Він зразково і розумно веде господарство, будує школи та лікарні для своїх підданих. Вона впливає на чоловіка своєю добротою і мудрістю, і під її впливом він позбувається сарматських звичок.

## Виноски
1. ↑  Klimowicz, Mieczysław (2002). Oświecenie. Warszawa: Wydawnictwo Naukowe PWN. с. 295. ISBN 83-01-13845-9.
2. ↑  Kostkiewiczowa, Teresa (2002). Teresa Kostkiewiczowa Bohater literacki. Słownik literatury polskiego oświecenia. Wrocław: Zakład Narodowy im. Ossolińskich – Wydaw. с. 40. ISBN 83-04-04620-2.